# Kantianismus
Kantianismus ist ein Allgemeinbegriff für philosophische Positionen, die in unmittelbarer Nachfolge und in enger Anlehnung an Immanuel Kant stehen.
Unter Kantianismus fasst man verschiedene Gruppen der Kantnachfolge:
- direkte Schüler, die die Philosophie Kants verbreiteten (Marcus Herz, Gottlob Benjamin Jäsche, Carl Christian Erhard Schmid, Johann Gottfried Kiesewetter, Wilhelm Traugott Krug), vgl. auch: Friedrich Gottlob Born
- Philosophen, deren Lehre sich eng an Kant anschloss, wenn auch bestimmte Abwandlungen stattfanden (Carl Leonhard Reinhold, Jakob Friedrich Fries, Salomon Maimon, Friedrich Eduard Beneke)
- Den Neukantianismus (z. B. Marburger Schule und Südwestdeutsche Schule) in der 2. Hälfte des 19. Jahrhunderts
- Den Kritizismus (vom Neukantianismus unabhängige Kant-Vertreter)
- Kantforscher der Gegenwart, die sich eng an Kant anlehnen, wie z. B. Henry E. Allison, Rainer Brandt, Paul Guyer, Dieter Henrich, Otfried Höffe, Helmut Holzhey, Gerold Prauss, Dieter Schönecker, Dietmar Heidemann und Lewis White Beck[1][2].
- weitere Vertreter: Friedrich Karl Forberg, Eric Weil, Jean Ferrari, Claude Piché, Monique Castillo, Robert Theis.